# コレステロール-7α-モノオキシゲナーゼ
コレステロール-7α-モノオキシゲナーゼ（cholesterol 7-α-monooxygenase）は、ステロイドホルモン生合成酵素の一つで、次の化学反応を触媒する酸化還元酵素である。
コレステロール + NADPH + H+ + O2 {\displaystyle \rightleftharpoons } 7α-ヒドロキシコレステロール + NADP+ + H2O
この酵素の基質はコレステロール、NADPH、H+とO2で、生成物は7α-ヒドロキシコレステロール、NADP+とH2Oである。補酵素としてヘムを用いる。
組織名はcholesterol,NADPH:oxygen oxidoreductase (7α-hydroxylating)で、別名にcholesterol 7α-hydroxylase、CYP7A1がある。